# Оспанов, Сейдулла
Сейдулла Оспанов (17 октября 1918, Сырдарьинский район — 2017) — советский политический деятель. Член ЦК Казахской ССР.

## Биография
Родился 17 октября 1918 в посёлке Караозек Сырдарьинского района, в семье, где воспитывались  восемь детей. В 1933 поступил в двухгодичную подготовительную группу для казахских детей при железнодорожном техникуме станции «Кызылорда».

### Образование
Окончил Кызылординский железнодорожный техникум (1939) по специальности «Техник паровозного хозяйства».
Окончил курсы по подготовке и переподготовке парткадров при ЦК КПК (1942—1943), Ленинские курсы при ЦК ВКП(б) (1944—1945), заочно Высшую партийную школу при ЦК ВКП(б) (1951).

### Трудовая деятельность
Заведующий отделом кадров, секретарь комитета комсомола, партийного комитета организации заведующий отделом в организацияхКызылординского областного совета в 1941 — 47 годах.
В 1947 — 53 годах 1-й секретарь Кармакшинского, в 1953 — 57 гг. — Жанакорганского, Шиелийского районных комитетов партии.
В 1957 — 59 годах — на партийной деятельности в Кызылординской области, в 1959 — 62 годах — председатель исполнительного комитета по Кзылординской области, в 1963—1979 годах — на различных должностях в Южно-Казахстанской области .
Несколько раз избран в Верховный Совет Казахской ССР.

## Награды
Награжден орденами Ленина, тремя орденами «Знак Почёта» и несколькими медалями.